# Jakobuskirche (Münster)

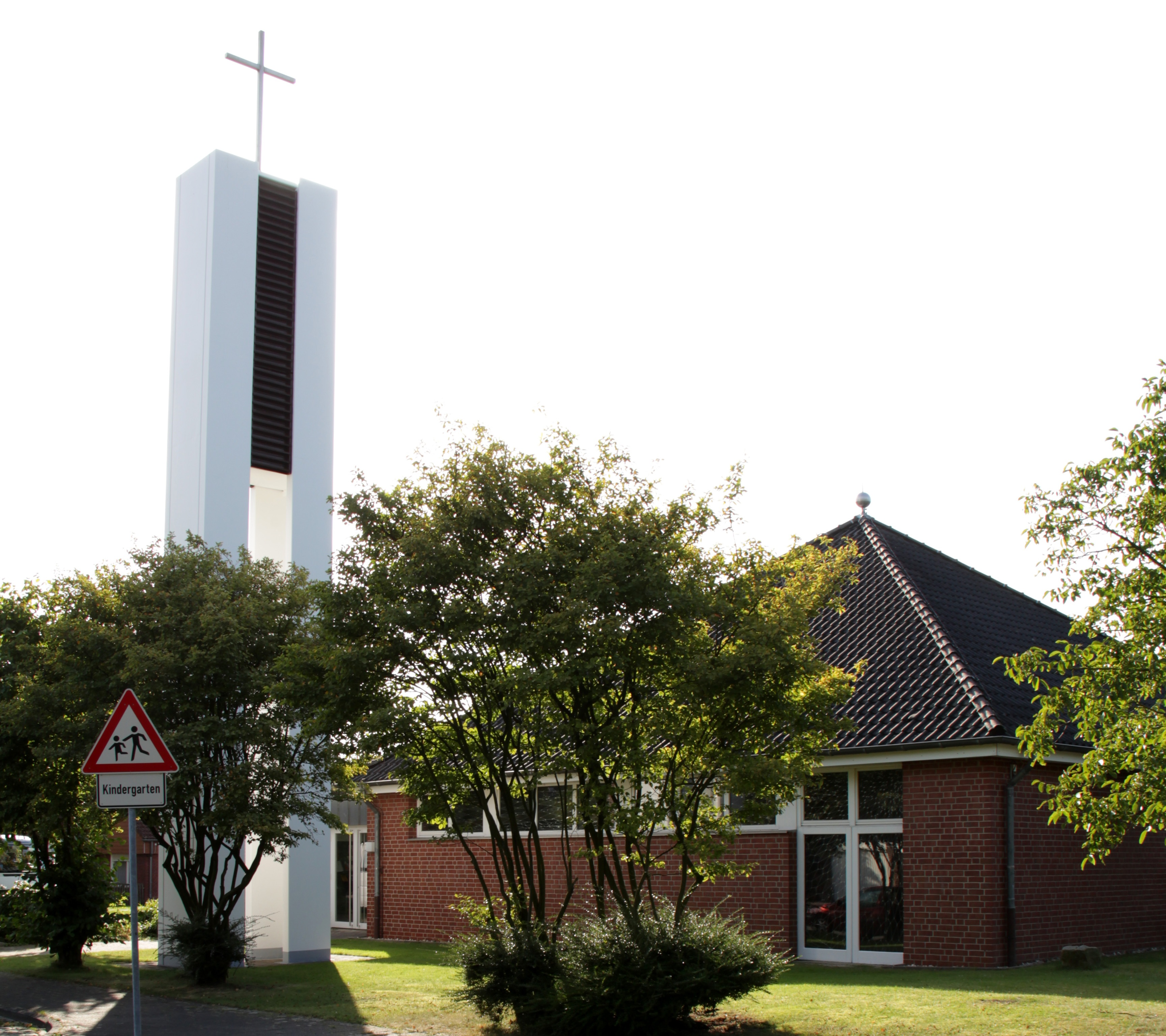
Jakobuskirche mit vorgelagertem Turm

Die Jakobuskirche ist eine evangelische Kirche in der Aaseestadt der Stadt Münster. Sie gehört zur Evangelischen Kirche von Westfalen. 

## Bauwerk
Die Jakobuskirche wurde 1986 errichtet. Der Kirchenraum hat einen quadratischen Grundriss mit einem pyramidenförmigen Dach; vorgelagert ist der Eingangsbereich mit Funktionsräumen (Flachdach). Losgelöst vom Gebäude steht ein schlanker Turm im Stile eines Campanile mit vier kleinen Zimbelglocken. Das angrenzende Gemeindehaus wurde 1996 erbaut.

## Ausstattung

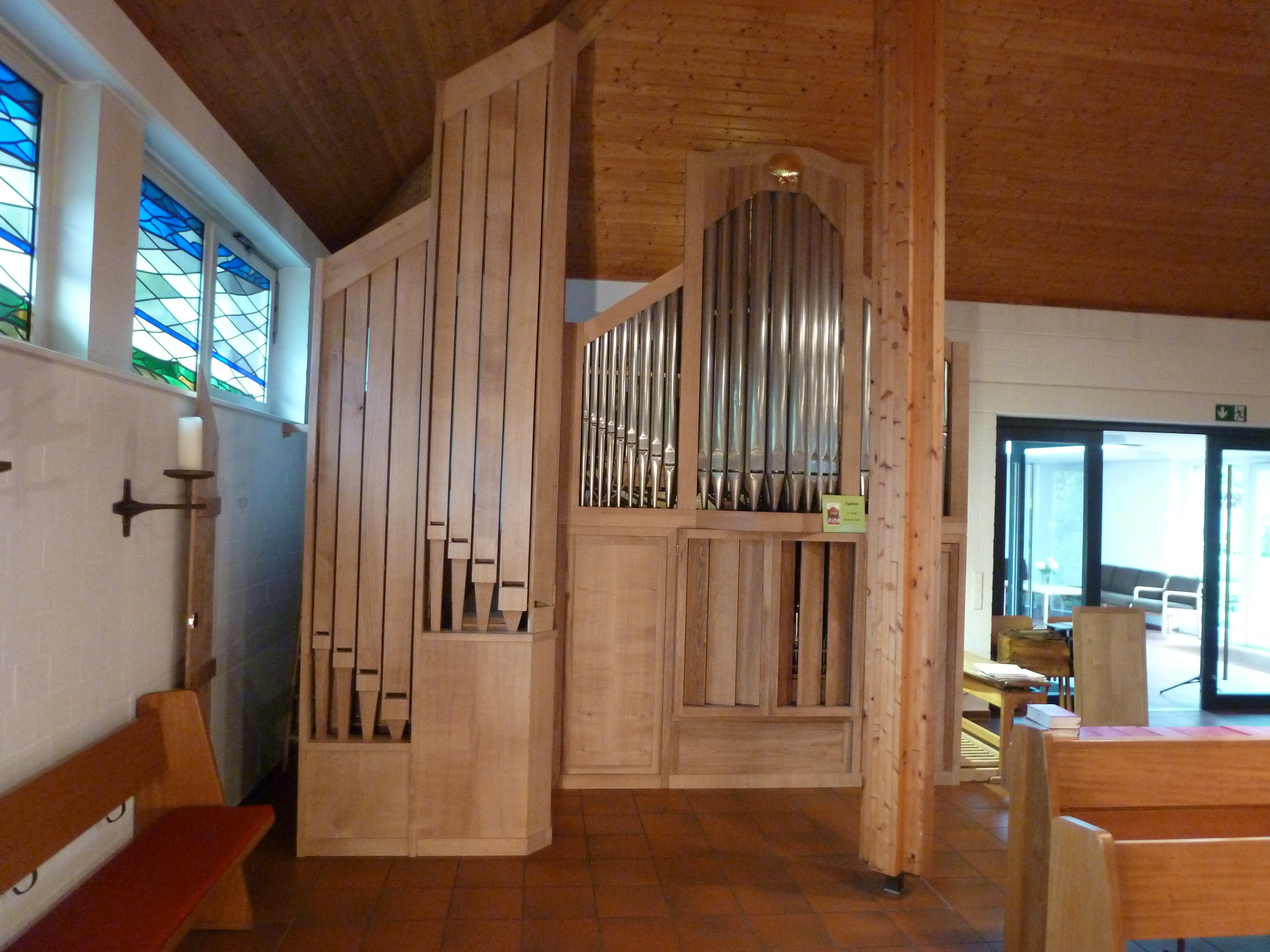
Orgel (2015)

Die Orgel wurde 2015 von dem Orgelbauer Bartelt Immer (Norden) errichtet. Das Instrument hat 17 Register auf zwei Manualwerken und Pedal. Eine Besonderheit ist das Register „Muschelstern“ (Nr. 19) – ein Effektregister im Stile eines Zimbelsterns, mit Krallenglocken. Das Register Trompete 8′ im Hauptwerk wurde noch nicht realisiert. Die Spiel- und Registertrakturen sind mechanisch. Der Tremulant (Nr. 18) wirkt auf beide Manualwerke.
| I Schwellwerk C–f3 |           |        |
| 1.                 | Gedackt   | 8′     |
| 2.                 | Prinzipal | 4′     |
| 3.                 | Quinte    | 3′     |
| 4.                 | Waldflöte | 2′     |
| 5.                 | Terz      | 1 3⁄5′ |
| 6.                 | Oktav     | 1′     |

| II Hauptwerk C–f3 |            |       |
| 7.                | Prinzipal  | 8′    |
| 8.                | Rohrflöte  | 8′    |
| 9.                | Oktave     | 4′    |
| 10.               | Flöte      | 4′    |
| 11.               | Oktav      | 2′    |
| 12.               | Mixtur III | 1 ⁄3′ |
| 13.               | Trompete   | 8′    |

| Pedal C–f1 |           |     |
| 14.        | Subbass   | 16′ |
| 15.        | Oktavbass | 8′  |
| 16.        | Oktav     | 4′  |
| 17.        | Fagott    | 16′ |

- Koppeln: I/II, I/P, II/P
- Nebenregister: Tremulant, Muschelstern